# Alexander Knox
Alexander Knox (16. ledna 1907 – 25. dubna 1995 Berwick-upon-Tweed) byl kanadský herec a spisovatel.

## Kariéra
Jeho kariéra trvala od 20. let 20. století do konce 80. let. Hrál ve více než 100 filmových, televizních a divadelních představeních. Za roli amerického prezidenta Woodrowa Wilsona ve filmu Wilson z roku 1944 byl nominován na Oscara a získal Zlatý glóbus. Jeho kariéru ve Spojených státech však zbrzdil mccarthismus a zbytek kariéry strávil ve Velké Británii.
Ztvárnil postavu kontrolora v minisérii stanice BBC z roku 1979, adaptaci románu Jeden musí z kola ven spisovatele Johna le Carra. Hrál například ve filmech Evropa '51, Vikingové, Nejdelší den, Soumrak bohů nebo Modesty Blaise. Často spolupracoval s režisérem Josephem Loseyem.
Kromě herecké kariéry se věnoval také psaní dobrodružných románů z oblasti Velkých jezer, divadelních her a detektivních románů.

## Osobní život
Od roku 1944 až do své smrti byl ženatý s americkou herečkou Doris Nolanovou. V roce 1949 spolu hráli v divadelní hře The Closing Door, kterou Knox také napsal.
Měli spolu syna Andrewa Josepha Knoxe, který se stal hercem.

### Smrt
Zemřel 25. dubna 1995 v Berwick-upon-Tweed na rakovinu kostí ve věku 88 let.

## Filmografie (výběr)
- Wilson (1944)
- Evropa '51 (1952)
- Vikingové (1958)
- Nejdelší den (1962)
- Soumrak bohů (1962)
- Modesty Blaise (1966)
- Žiješ jenom dvakrát (1967)
- Jeden musí z kola ven (1979)